# Cardè

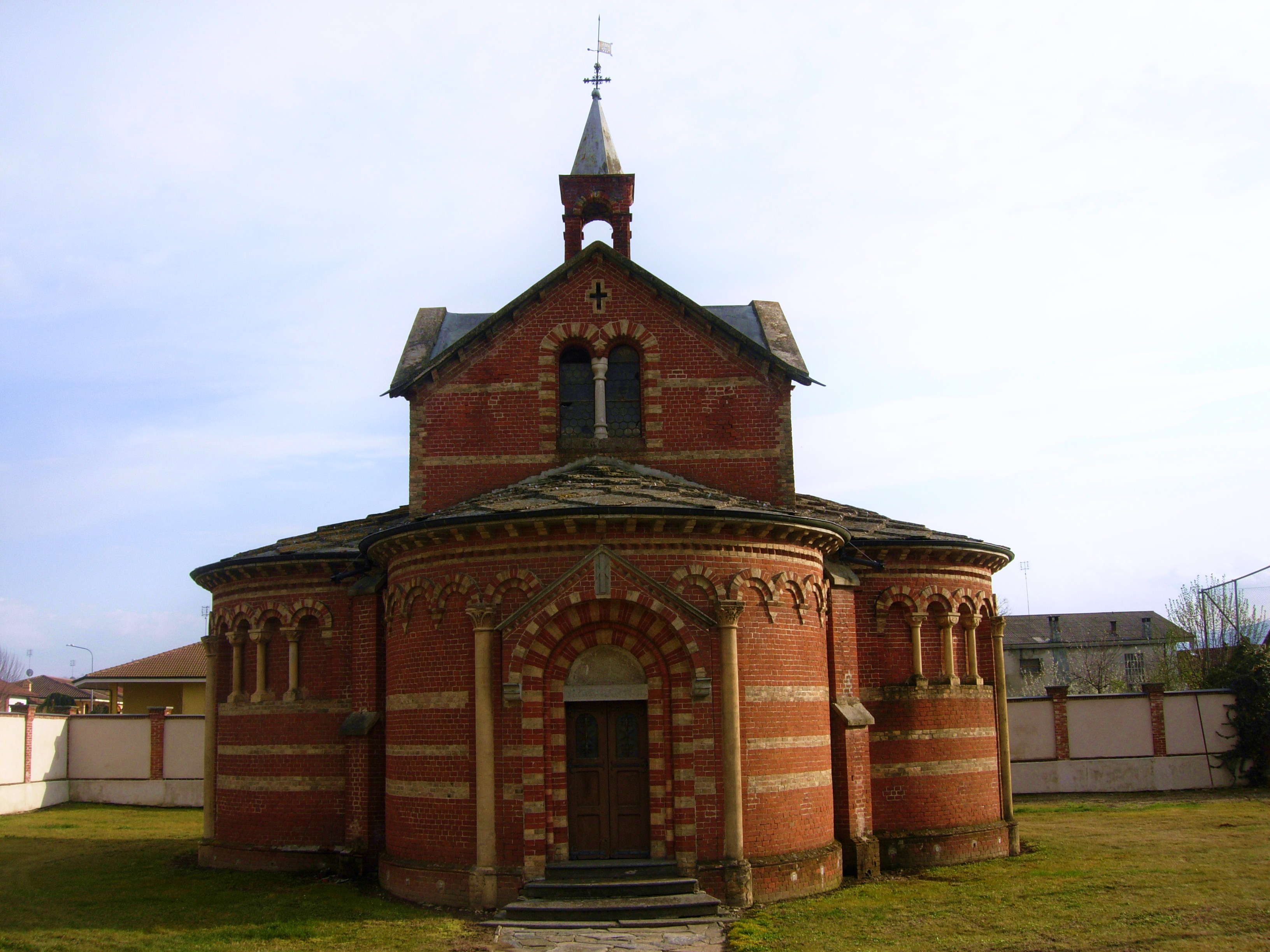
Cappella dei Marchesi, Cardè

Cardè is een gemeente in de Italiaanse provincie Cuneo (regio Piëmont) en telt 1077 inwoners (31-12-2004). De oppervlakte bedraagt 19,3 km², de bevolkingsdichtheid is 56 inwoners per km².

## Demografie
Cardè telt ongeveer 410 huishoudens. Het aantal inwoners steeg in de periode 1991-2001 met 0,1% volgens cijfers uit de tienjaarlijkse volkstellingen van ISTAT.
| Jaar | Inwoneraantal |
| ---- | ------------- |
| 1991 | 1068          |
| 2001 | 1069          |

## Geografie
De gemeente ligt op ongeveer 258 m boven zeeniveau.
Cardè grenst aan de volgende gemeenten: Barge, Moretta, Revello, Saluzzo, Villafranca Piemonte (TO).